# Гомогаметный пол
Гомогаме́тный пол — пол, у особей  которого в ходе мейоза образуются одинаковые гаметы, несущие одинаковые половые хромосомы. Например, у человека яйцеклетки женщины (ХХ) содержат по одной Х-хромосоме, в отличие от мужских гамет — сперматозоидов, которые содержат либо Х-, либо Y-хромосому (гетерогаметный пол).
У большинства насекомых, млекопитающих, в том числе у человека, гомогаметный пол — женский (XX). У птиц, пресмыкающихся и бабочек, наоборот, гомогаметный пол — мужской (ZZ).